# Uchū Shōnen Soran
Uchū Shōnen Soran (宇宙少年ソラン lit. Chico del espacio Soran?) es una serie de animación japonesa (presentada en blanco y negro) creada por Kazuya Fukumoto y Yoshikatsu Miyakoshi.

## Trama
El Dr. Tachibana, quien había diseñado la peligrosa bomba antiprotón, planea su escape de la Tierra junto con su familia temiendo ser arrestado. Durante su escape al espacio, su nave espacial resulta dañada y sólo los hijos del Dr. Tachibana sobreviven. El hijo del Dr. Tachibana es rescatado por extraterrestres del planeta Soran, el cual tiene 15 veces la gravedad de la Tierra. Ellos llaman al niño Soran y lo convierten en un cyborg para salvar su vida. Soran regresa a la Tierra en busca de su hermana quien permanece perdida. Ya en la Tierra, Soran vive con el arqueólogo Dr. Kotsuki y su hija Mika, además de hacer equipo con su ardilla mascota, Chappy.

## El incidenteWonder Three
Se cree que el personaje de Chappy fue copiado de un personaje que Osamu Tezuka estaba creando en ese momento. Temiendo ser acusado de plagio, el manga Wonder Three de Tezuka tuvo que ser publicado en Weekly Shōnen Sunday en lugar de Weekly Shōnen Magazine, en la cual se publicaba el manga de Soran. Esta situación es conocida como "El incidente Wonder Three" (W3事件). Chappy se parecía al diseño original de Bokko, que sería una ardilla, por lo que tuvo que cambiarse a un conejo. Yoshikatsu Miyakoshi, uno de los autores del manga, trabajaba para Tezuka anteriormente. Varios miembros de Mushi Productions fueron despedidos bajo la sospecha de espionaje industrial.

## Transmisión
Los episodios fueron doblados a otros idiomas como el portugués, italiano e inglés. En algunos países de habla hispana como México, la serie se transmitió alrededor de 1968 y 1970 y contó con el doblaje de actores como María Antonieta de las Nieves, Jorge Arvizu y Polo Ortín; y fue transmitida a través del Canal 5. En 2014 la serie fue lanzada en formato DVD en Japón y hasta la fecha no se lanzado en el mismo formato y subtitulada, en Estados Unidos.